# Si la photo est bonne
Pistes de Le Mal de vivre et Barbara singt Barbara
Le Mal de vivre Septembre (quel joli temps)
Si la photo est bonne est une chanson française de l'autrice-compositrice-interprète-pianiste Barbara et parue en 1965 sur l'album Le Mal de vivre.

## Contenu
Cette chanson évoque le pouvoir qu’un « président » pouvait exercer (à l’époque de la chanson) afin de gracier une personne condamnée à la peine capitale, choisissant ainsi d’user (ou pas) de son droit de grâce et dont l'épouse tentera de convaincre de l'utiliser pour gracier un homme en raison de la photo de ce dernier qu'elle a découvert sur le journal (en deuxième colonne) et « qui a une petite gueule d'amour ». La chanson précise, en outre, que : 
« De voir tomber des têtes
À la fin, ça m'embête... »
tout en étant interprétée sur un ton assez léger.
Malgré cette légèreté, cette chanson se présente cependant comme une nette opposition à l'application de la peine de mort, alors en exercice dans la France de 1964,,.

## Reprises

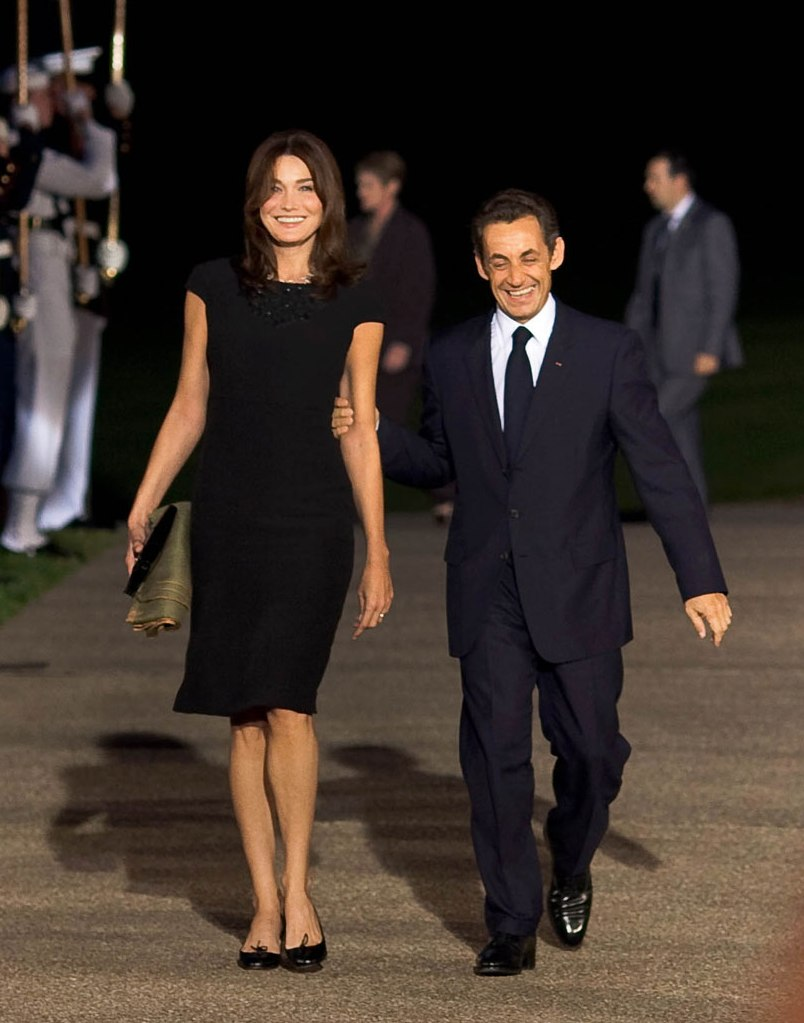
Carla Bruni et Nicolas Sarkozy

Lors de son concert donné au Casino de Paris en novembre 2013, la chanteuse Carla Bruni, épouse de l'ancien président Nicolas Sarkozy, reprend la chanson de Barbara face son mari, assis dans le public. Le texte de la chanson qui évoque une femme de président demandant la grâce d'un assassin, présente également ces deux couplets, donnant ainsi à son interprétation par Carla Bruni un statut particulier, :
« Et mon mari, le président
Qui m'aime bien, qui m'aime tant. »